# Feiras de Champagne
Segundo Sottomaior, as Feiras de Champagne tiveram a sua origem na Idade Média. Acredita-se que a formação de excedentes de produção dos produtores pode ser a principal causa da origem das feiras
Por se encontrar entre as rotas comerciais das "Hansas" (a Norte) e das rotas comerciais do Mediterrâneo (a Sul), Champagne, era no século XII, a zona onde o comércio mais se fazia sentir no território Europeu.
Para promover o comércio, eram tomadas medidas de apaziguamento no território circundante assim como se asseguravam os alojamentos e armazenamentos dos bens dos mercadores.
O sucesso das feira de Champagne encontra-se em diversas razões: a sua situação geográfica, próxima de regiões economicamente activas como Flandres, França, países germânicos do oeste, países mediterrâneos. A sua duração sucede durante quase todo o ano; o papel dos senhores protectores, a segurança dos mercadores, a garantia das operações mercantis e as isenções fiscais ajudaram a que essas feiras fossem, durante muito tempo um grande sucesso.Na guerra dos cem anos ela foi desativada e substituída por rotas marítimas